# Farní sbor Slezské církve evangelické augsburského vyznání v Karviné 2

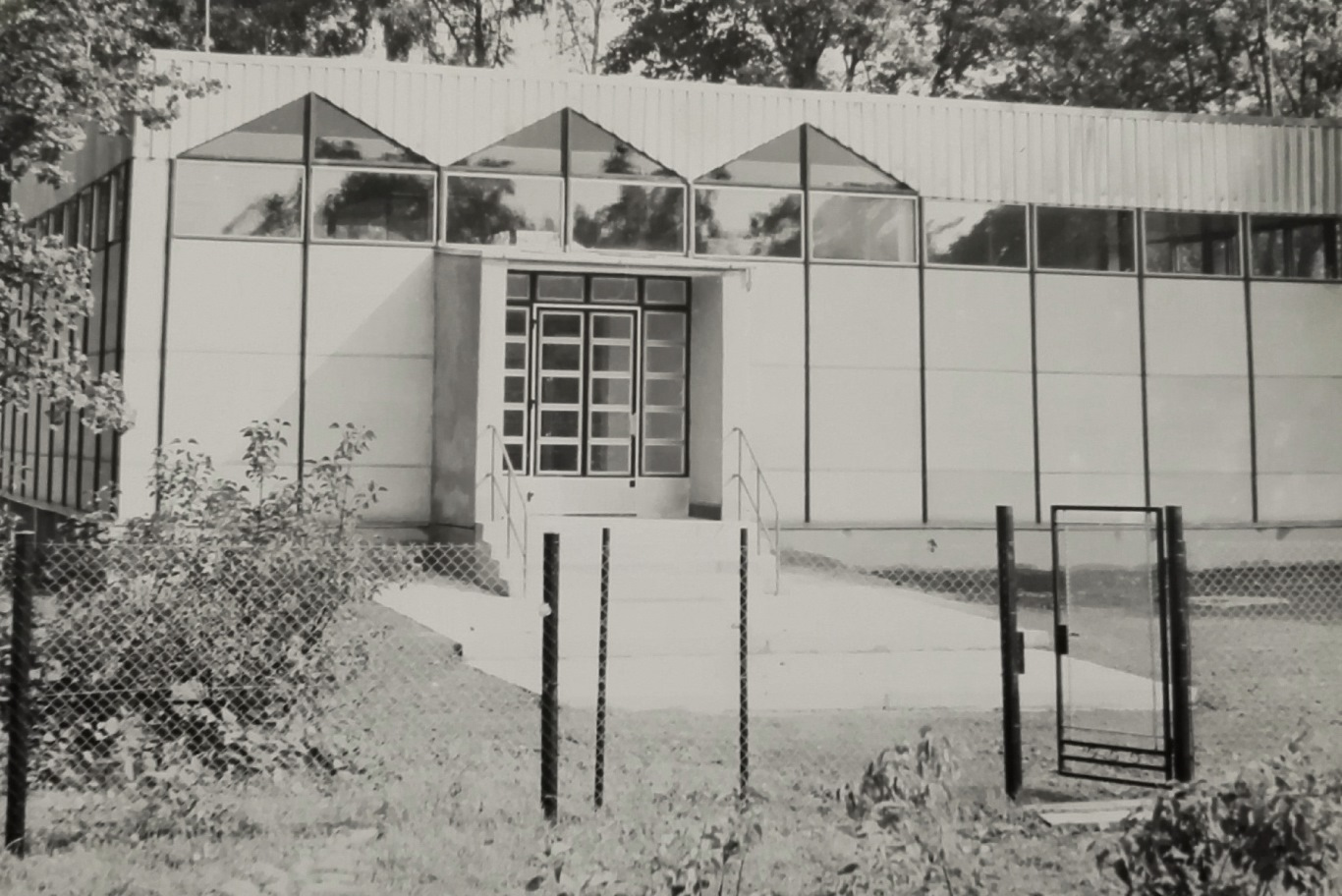
Bývalá modlitebna sboru SCEAV v Karviné 2

Farní sbor Slezské církve evangelické augsburského vyznání v Karviné 2 byl farním sborem Slezské církve evangelické augsburského vyznání v Karviné-Dolech, který existoval v letech 1950–2009. Je doposud jediným zaniklým sborem SCEAV.
Sbor spadal pod Dolní seniorát a následně pod Ostravsko-karvinský seniorát.
Náležela mu moderní modlitebna, vystavěná v letech 1970–1971, která byla v prvním desetiletí 21. století zdevastovaná roku 2008 zbořena.. Zachovalé části varhan byly použity při výrobě varhan v kostele sv. Anežky České v Drnovicích.
Právním nástupcem je Farní sbor Slezské církve evangelické augsburského vyznání v Karviné 1. 